# Ruy Barbosa
Ruy Barbosa de Oliveira (Salvador, 5 de novembre de 1849 - Petrópolis, 1 de març de 1923) va ser escriptor, jurista i polític brasiler, diputat, senador, ministre de finances i impostos i diplomàtic.

## Biografia
Ruy Barbosa va donar el seu primer discurs públic per l'abolició de l'esclavitud quan tenia 19 anys. Al llarg de la seva vida va continuar exercint una defensa intransigent de les llibertats civils. L'esclavitud al Brasil va ser finalment abolida per la Llei Àuria el 1888. Part del llegat de Barbosa a la història és la seva autorització, com a ministre de finances el 1890, de la destrucció de la majoria dels arxius governamentals relacionats amb l'esclavitud. Això va impedir que els antics amos poguessin reclamar cap indemnització per l'alliberament forçat dels esclaus.
Les idees liberals de Barbosa van ser influents en el projecte de la primera constitució republicana. Partidari dels “diner fiat” o de valor fiduciari, com a oposició al patró or, durant el seu mandat com a ministre de finances del primer govern republicà brasiler, va implementar reformes de gran abast en el règim financer del país, instituint una política monetària expansionista coneguda com encilhamento. No obstant això, el caos inflacionista i la inestabilitat produïts per l'experiment fiat promourien un contraatac ortodox liderat per Joaquim Murtinho.
Es va postular sense èxit per a la presidència del Brasil el 1910 i novament el 1919. Després de la seva participació en la Conferència de la Haia de 1907 va ser conegut com l'«Àguila de la Haia». A nivell internacional, fou un important orador favorable a les potències aliades durant la I Guerra Mundial. Va ser proposat com a ambaixador davant la Lliga de les Nacions, però va rebutjar el càrrec per discrepàncies amb el govern d'Eurico Gaspar Dutra. Posteriorment, fou jutge del Tribunal Internacional de Justícia.
D'entre les màximes polítiques de Barbosa pot recordar-se «La pitjor de les democràcies és mil vegades preferible a la millor de les dictadures». Barbosa fou un dels fundadors de l'Academia Brasileira de Letras i el seu president entre 1908 i 1919.

## Homenatges

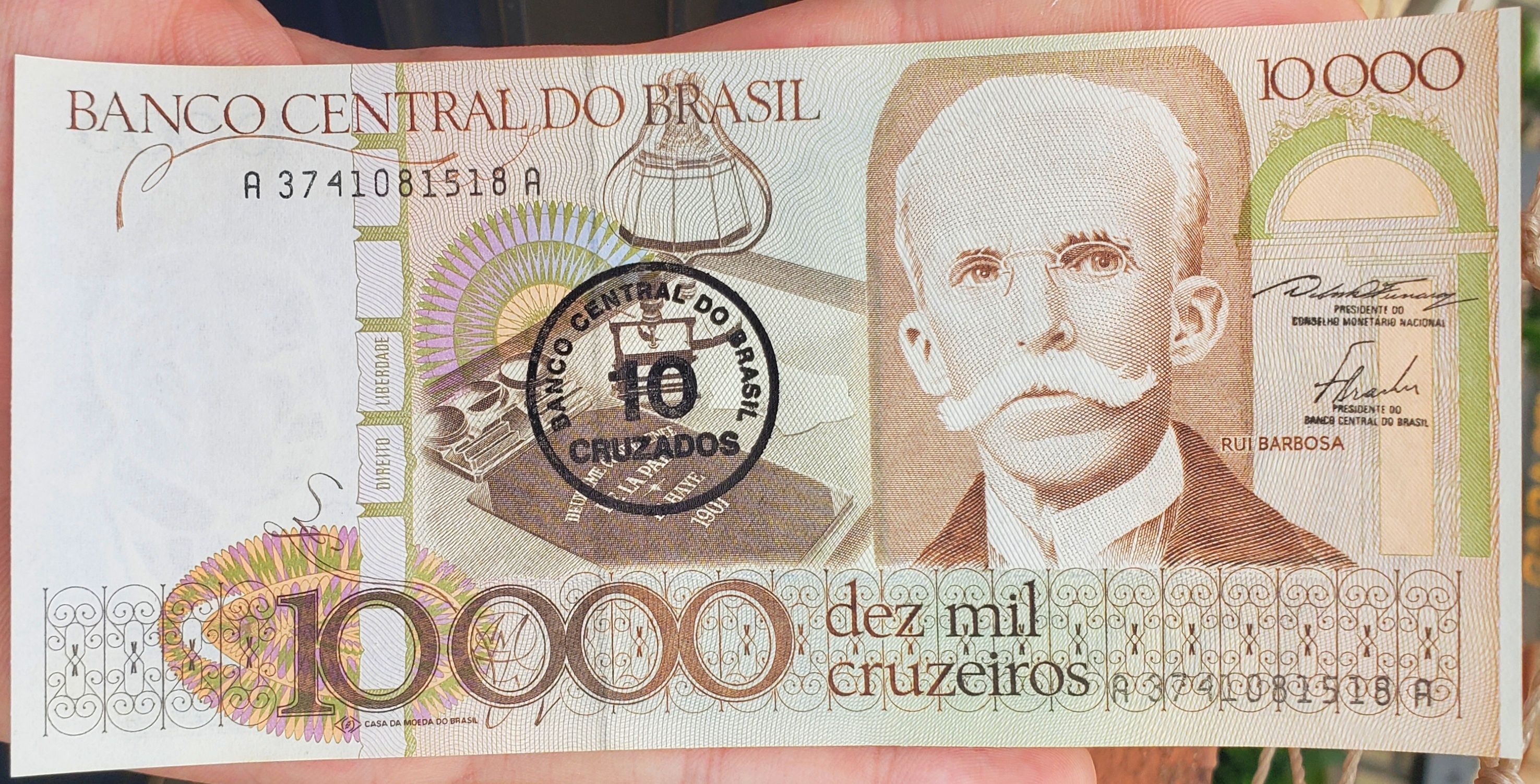
Bitllet de 10.000 cruzeiros retimbrat a 10 cruzados.

La figura de Ruy Barbosa ha rebut els més diversos homenatges. Encara en vida, va veure com l'Estat de Bahia donava el seu nom a l'antiga localitat de Santo Antônio dos Navegantes do Orobó Grande. També ha estat imatge de bitllets de curs legal al Brasil: 10.000 cruzeiros (1984-86) i de 10 cruzados (1986).
El seu domicili al barri carioca de Botafogo va ser reconvertit com a casa museu, que guarda un important fons de documents econòmics, històrics i literaris.
En virtut de la Llei Federal 13162 de 2015, Ruy Barbosa va entrar a formar part del Llibre dels Herois i Heroïnes de la Pàtria, que recull el nom de les personalitats que més van fer en defensa dels valors brasilers. La cerimònia de formalització tingué lloc el 12 de desembre de 2018, al Panteó de la Pàtria i de la Llibertat Tancredo Neves de Brasília.